# 米內拉爾尼巴尼市鎮

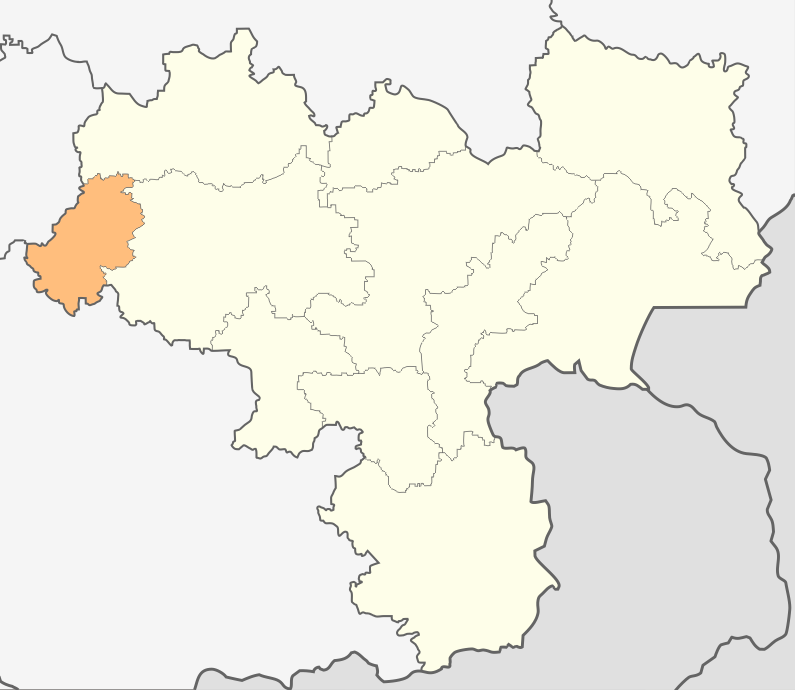

米內拉爾尼巴尼市，是保加利亞的城鎮，位於該國南部，由哈斯科沃州負責管轄，首府設於米內拉爾尼巴尼，面積215平方公里，2011年人口5,899，人口密度每平方公里27.4人。
41°56′N 25°21′E / 41.933°N 25.350°E